# Microcoelia leptostele
Microcoelia leptostele là một loài thực vật có hoa trong họ Lan. Loài này được (Summerh.) L.Jonss. mô tả khoa học đầu tiên năm 1981.